# آکابیرا، هوکایدو
آکابیرا در استان هوکایدو در کشور ژاپن واقع شده‌است که دارای جمعیت ۱۳٬۸۷۴ نفر و مساحت ۱۲۹٫۸۸ کیلومتر مربع با تراکم جمعیت ۱۰۷ نفر در کیلومترمربع است و در تاریخ ۱ ژوئیه ۱۹۵۴ به عنوان شهر شناخته شد.